# BuS-Betreuung
Die Betriebsärztliche und Sicherheitstechnische Betreuung (BuS-Betreuung) ist eine gesetzliche vorgeschriebene Maßnahme zur Vermeidung von Arbeitsunfällen und arbeitsbedingten Erkrankungen.
Die BuS-Betreuung ist mit der Unfallverhütungsvorschrift BGV A2 eingeführt worden und ersetzte am 1. Oktober 2005 die bisherige Sicherheitstechnische Betreuung gem. BGV A6 (bisher VBG 122) und Arbeitsmedizinische Betreuung gem. BGV A7 (bisher VBG 123).
Die Unfallverhütungsvorschrift DGUV Vorschrift 2 ersetzt mit Wirkung vom 1. Januar 2011 die bisher bestehende BGV A2. Die DGUV Vorschrift 2 bildet die erste einheitliche Regelung für die Konkretisierung des Arbeitssicherheitsgesetzes, kurz ASiG, für Berufsgenossenschaften sowie öffentliche Unfallversicherungsträger. In der Vorschrift 2 sind die Aufgaben enthalten, die mit der sicherheitstechnischen und arbeitsmedizinischen Betreuung einhergehen. Außerdem sind unterschiedliche Betreuungsmodelle aufgeführt, zwischen denen ein Unternehmer wählen kann.
Mögliche Betreuungsformen nach der DGUV Vorschrift 2 sind:
- Regelbetreuung: Die Regelbetreuung ist Pflicht für Betriebe mit mehr als 50 Beschäftigten. Die Regelbetreuung für Betriebe mit mehr als 10 Beschäftigten setzt sich jetzt aus zwei Bausteinen zusammen, aus der Grundbetreuung und der betriebsspezifischen Betreuung. Für die Grundbetreuung sind feste Einsatzzeiten vorgeschrieben. Diese sind abhängig von der Betriebsart. Der Arbeitgeber verteilt die vorgesehenen Aufgaben und gemeinsamen Einsatzzeiten so an den Betriebsarzt und die Fachkraft für Arbeitssicherheit, wie es für seinen Betrieb sinnvoll ist. Keiner der Beteiligten soll jedoch weniger als 20 Prozent des Aufwands übernehmen. Den betriebsspezifischen Teil der Betreuung ermittelt der Arbeitgeber auf der Basis des Leistungskatalogs im Anhang 4 der DGUV Vorschrift 2. Dabei beurteilt er, welche Aufgaben über die Grundbetreuung hinaus in seinem Unternehmen anfallen. Zur betriebsspezifischen Betreuung zählen auch die arbeitsmedizinischen Vorsorgeuntersuchungen.
- Regelbetreuung für Betriebe mit bis zu 10 Beschäftigten (oder bis zu 20 Teilzeitbeschäftigten): Die Regelbetreuung für Kleinbetriebe kann auch als Grundbetreuung und anlassbezogene Betreuung bezeichnet werden. Es gibt hier keine festgeschriebenen Mindesteinsatzzeiten für die Betriebsärzte (BA) und Fachkräfte für Arbeitssicherheit (SiFa).
- Alternativbetreuung: Die Alternativbetreuung ist eine alternative, bedarfsorientierte Betreuung mit Schulung des Unternehmers oder einer verantwortlichen Person zur eigenverantwortlichen Umsetzung der Richtlinien. Diese Betreuungsform ist eine Alternative für bestimmte Branchen und Regionen zur Regelbetreuung, zum Beispiel Ärzte, Apotheker und Friseure, die bis einschließlich 50 Mitarbeiter beschäftigen. Die Alternativbetreuung wurde unter dem Namen Leitlinienkonzept 2002–2005 evaluiert.